# NGC 7079
NGC 7079 is een lensvormig sterrenstelsel in het sterrenbeeld Kraanvogel. Het hemelobject werd op 6 september 1834 ontdekt door de Britse astronoom John Herschel.

## Synoniemen
- ESO 287-36
- MCG -7-44-22
- AM 2129-441
- PGC 66934